# Соловйов Олег Миколайович
Олег Миколайович Соловйов (рос. Олег Николаевич Соловьёв; нар. 13 серпня 1973, Самарканд, Узбецька РСР) — радянський, український та російський футболіст, півзахисник.

## Життєпис
Вихованець самаркандської ДЮСШ. Футбольну кар'єру розпочав у 1990 році в місцевому «Шердорі», який того сезону виступав у 9-й зоні другої ліги СРСР. По ходу сезону перейшов у бєлгородський «Салют», який незабаром змінив свою назву на «Енергомаш». У складі бєлгородців виступав до середини 1992 року. Потім два сезони відіграв в Україні за клуби «Металіст» (Харків), «Олімпік» (Харків), «Нива-Борисфен» та «Бориспіль», в цей період також залучався до молодіжної збірної України, в футболці якої зіграв 3 поєдинки. У 1994 році повернувся до Росії, де виступав у клубах «Лада» Тольятті (1994), «Текстильник» Камишин (1995—1996), «Чорноморець» Новоросійськ (1997), «Сатурн» Раменське (1998—2000), «Уралан» (2001—2002), «Видне» (2004), «Салют-Енергія» (2004—2005), «Спартак» Щолково (2006), «Фортуна» Митіщі (2006—2009, ЛФЛ).